# Gianluca Gaudino
Pour les articles homonymes, voir Gaudino.
Gianluca Gaudino, né le 11 novembre 1996 à Hanau (Allemagne), est un footballeur allemand qui évolue au poste de milieu de terrain au FC Lausanne-Sport.
Il est le fils de l'ancien footballeur international allemand Maurizio Gaudino.

## Biographie
Le 10 décembre 2014, il joue son premier match en Ligue des champions, face au CSKA Moscou, où il débute directement comme titulaire.
Il est sélectionné à cinq reprises entre 2014 et 2015 en équipe d’Allemagne des moins de 19 ans et à une reprise en équipe d’Allemagne des moins de 20 ans, sans marquer de but.

## Statistiques
| Saison                | Club                  | Championnat           | Championnat | Championnat | Coupe(s) nationale(s) | Coupe(s) nationale(s) | Supercoupe | Supercoupe | Compétition(s) continentale(s) | Compétition(s) continentale(s) | Compétition(s) continentale(s) | Total | Total |
| Saison                | Club                  | Division              | M.          | B.          | M.                    | B.                    | M.         | B.         | Comp.                          | M.                             | B.                             | M.    | B.    |
| 2014-2015             | Bayern Munich         | Bundesliga            | 8           | 0           | 1                     | 0                     | 1          | 0          | C1                             | 1                              | 0                              | 11    | 0     |
| 2015-2016             | Bayern Munich II      | Regionalliga Bayern   | 19          | 0           | -                     | -                     | -          | -          | -                              | -                              | -                              | 19    | 0     |
| 2015-2016             | FC Saint-Gall (prêt)  | Super League          | 15          | 0           | -                     | -                     | -          | -          | -                              | -                              | -                              | 15    | 0     |
| 2016-2017             | FC Saint-Gall (prêt)  | Super League          | 18          | 0           | 3                     | 0                     | -          | -          | -                              | -                              | -                              | 21    | 0     |
| Sous-total            | Sous-total            | Sous-total            | 60          | 0           | 4                     | 0                     | 1          | 0          | -                              | 1                              | 0                              | 66    | 0     |
| 2017-2018             | Chievo Vérone         | Série A               | 2           | 0           | 1                     | 0                     | -          | -          | -                              | -                              | -                              | 3     | 0     |
| Sous-total            | Sous-total            | Sous-total            | 2           | 0           | 1                     | 0                     | -          | -          | -                              | -                              | -                              | 3     | 0     |
| 2018-2019             | Young Boys            | Super League          | 11          | 1           | -                     | -                     | -          | -          | -                              | -                              | -                              | 11    | 1     |
| 2019-2020             | Young Boys            | Super League          | 25          | 4           | 6                     | 1                     | -          | -          | C3                             | 3                              | 0                              | 34    | 5     |
| 2020-2021             | Young Boys            | Super League          | 24          | 0           | -                     | -                     | -          | -          | C3                             | 10                             | 0                              | 34    | 0     |
| Sous-total            | Sous-total            | Sous-total            | 60          | 5           | 6                     | 1                     | -          | -          | -                              | 13                             | 0                              | 79    | 6     |
| 2021-2022             | SV Sandhausen         | 2. Bundesliga         | 6           | 0           | 1                     | 0                     | -          | -          | -                              | -                              | -                              | 7     | 0     |
| Sous-total            | Sous-total            | Sous-total            | 6           | 0           | 1                     | 0                     | -          | -          | -                              | 0                              | 0                              | 7     | 0     |
| Total sur la carrière | Total sur la carrière | Total sur la carrière | 128         | 5           | 12                    | 1                     | 1          | 0          | -                              | 14                             | 0                              | 155   | 6     |

## Palmarès
- Champion d'Allemagne en 2015 avec le Bayern Munich